# Bad Vöslau
Bad Vöslau är en stadskommun  i distriktet Baden i förbundslandet Niederösterreich i Österrike.Kommunen har 12 442 invånare (2024).
Kommunen består av tre orter (Ortschaften) (inom parentes invånarantal 1 januari 2024):
- Bad Vöslau (8 146)
- Gainfarn (3 804)
- Großau (492)